# King Jammy

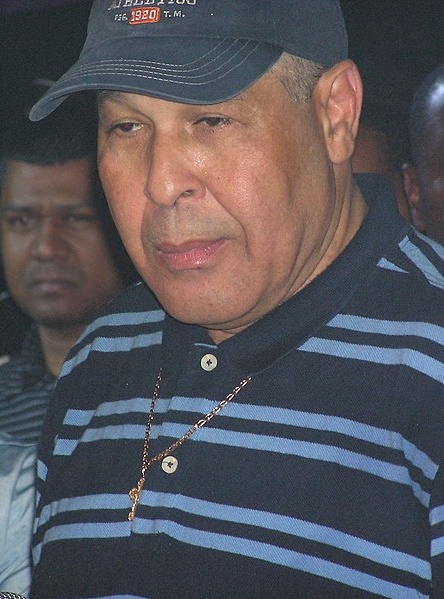
King Jammy

King Jammy, früher Prince Jammy,  (* 26. Oktober 1947 in Montego Bay als Lloyd Woodrowe James) ist ein jamaikanischer Musikproduzent. Zu Beginn seiner Karriere machte er mit King Tubby und Bunny Lee zusammen Dub. Seit Mitte der 1980er Jahre ist er einer der einflussreichsten Dancehall-Produzenten. Er war zusammen mit Bobby Digital einer der Ersten, die digitale Rhythmen im Reggae verwendeten.
Zu den Künstlern, die von King Jammy produziert wurden, gehören unter anderem Wayne Smith, Shabba Ranks, Cocoa Tea, Horace Andy, Black  Uhuru, Cutty Ranks und Eek-A-Mouse.

## Diskografie (Auswahl)
- 2024: King Jammy’s Unites the Nations with Dub (Greensleeves)